# Dichlorure de décaméthylzirconocène
Le dichlorure de décaméthylzirconocène est un composé organozirconique de formule chimique (η5-C5(CH3)5)2ZrCl2, souvent abrégée Cp*2ZrCl2, où Cp* représente les unités pentaméthylcyclopentadiényle (CH3)5C5. Il s'agit d'un solide clair, stable au contact de l'air et soluble dans les solvants organiques apolaires. Il est abondamment étudié comme précurseur de nombreux autres complexes, comme le complexe de diazote [Cp*2Zr]2(N2)3. C'est un précatalyseur pour la polymérisation de l'éthylène et du propylène.